# Klara z Asyżu
Klara z Asyżu OSC, właśc. wł. Chiara Offreduccio (ur. 16 lipca 1194 w Asyżu, zm. 11 sierpnia 1253 w San Damiano) – włoska zakonnica, duchowa córka św. Franciszka z Asyżu, współzałożycielka klarysek, święta Kościoła katolickiego.

## Życiorys

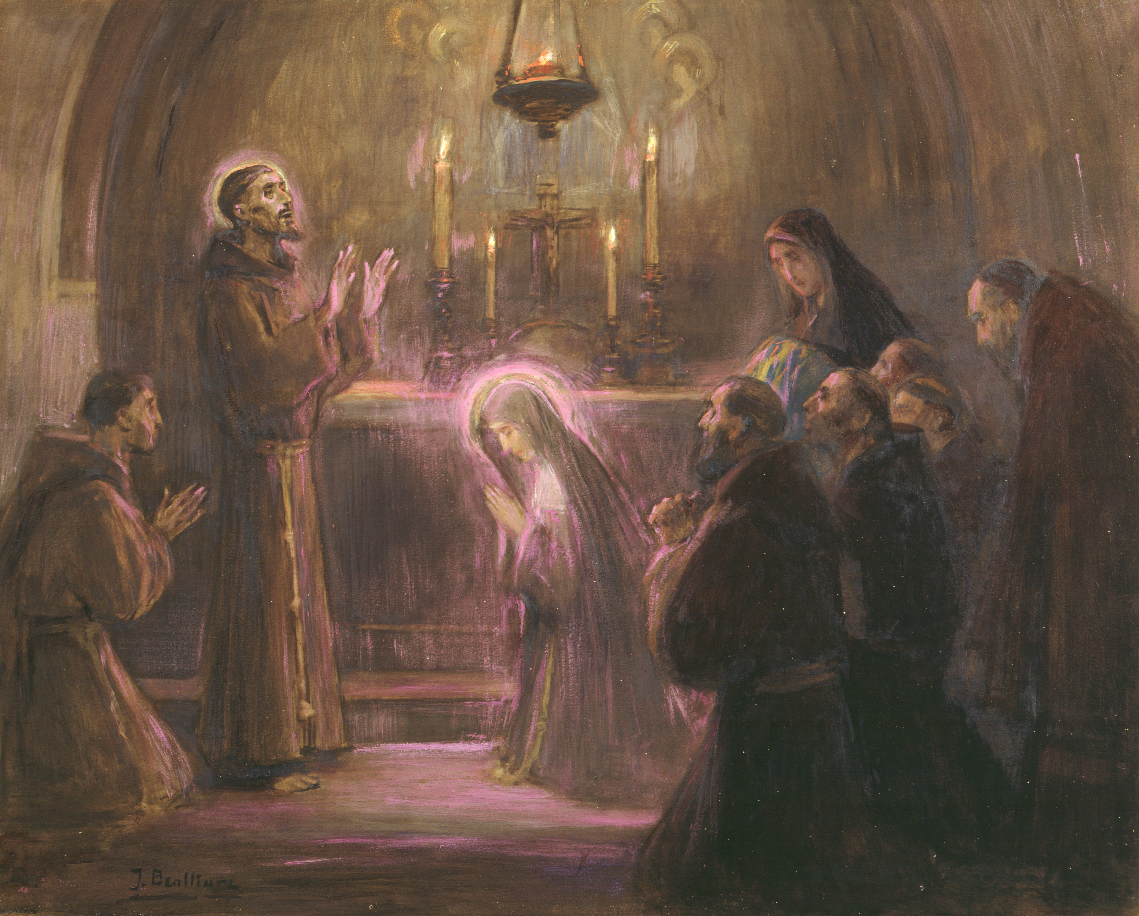

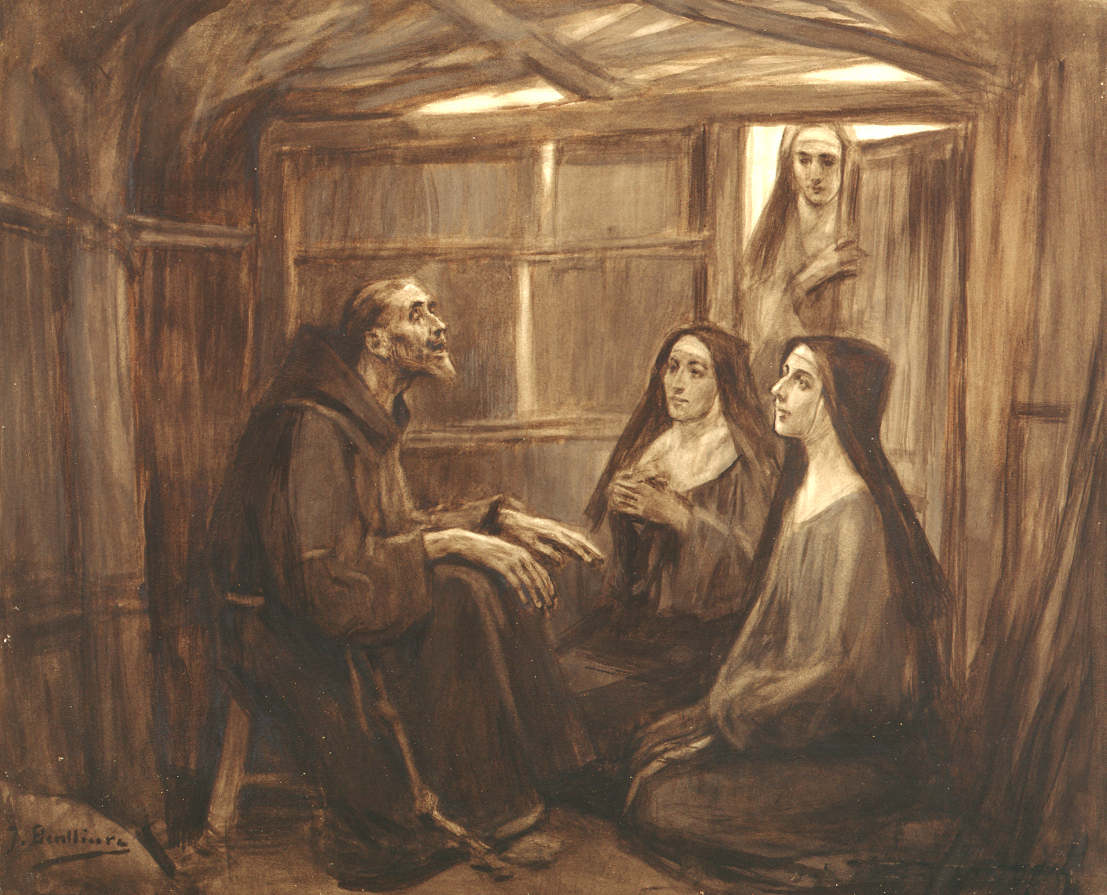

Klara urodziła się 16 lipca 1194 roku w Asyżu. Pochodziła z zamożnej rodziny, jako córka Favaronego di Offreduccio i Ortolany. W młodości rodzice planowali wydać ją za mąż, ale Klara sprzeciwiła się temu planowi, chcąc odłożyć tę decyzję na później. W 1209 roku usłyszała o Franciszku z Asyżu i o jego poświęceniu się ubóstwu. Około rok później, jej kuzyn brat Rufin, oznajmił Biedaczynie, że Klara pragnie dołączyć do pokutników. Dziewczyna, w tajemnicy przed swoimi rodzicami spotkała się z Franciszkiem, a w spotkaniu uczestniczyli także brat Filip oraz przyjaciółka Favarone – Bona z Guelfuccio. W Niedzielę Palmową 18 marca 1212 roku Klara uczestniczyła we mszy, a nocą postanowiła uciec z domu i przyłączyć się do minorytów. Razem ze swoją siostrą Pacyfiką, udała się do Porcjunkuli, gdzie Franciszek ściął jej włosy i nałożył habit z welonem. Następnie Klara złożyła śluby posłuszeństwa Franciszkowi, a ten zakwaterował ją tymczasowo u benedyktynek w kościele św. Pawła w Bastii. Jej rodzina odnalazła ją w klasztorze, robiąc jej wyrzuty, lecz dziewczyna, okazując ogoloną głowę, dała do zrozumienia, że nie zmieni decyzji. Po kilku dniach Franciszek przeniósł Klarę do innego kościoła benedyktynek – św. Anioła di Panzo. Tam dołączyła także siostra Klary – Agnieszka, a Franciszek dokonał jej obłóczyn. Po pewnym czasie do żeńskiej wspólnoty zaczęły dołączać kolejne kobiety (między innymi matka Klary –  Ortolana], więc Biedaczyna przeniósł je do kościoła św. Damiana, który kiedyś odnowił. Przygotował także dla nich zasady życia, które stały się podstawą dla klauzurowego zakonu klarysek.
W kilka lat po zamieszkaniu w San Damiano Klara została przełożoną wspólnoty. W 1216 roku Innocenty III napisał i nadał klaryskom przywilej ubóstwa. Z uwagi na surowe życie pokutnicze, w połowie lat 20., Klara zaczęła poważnie chorować. 17 września 1228 roku Grzegorz IX zatwierdził przywilej ubóstwa. W 1247 roku Klara rozpoczęła pracę nad regułą zakonu, a trzy lata później napisała testament, z uwagi na pogorszenie się jej stanu zdrowia. Rok później odwiedził ją kardynał Rinadlo Conti, protektor franciszkanów, który 16 września 1252 roku zatwierdził regułę listem Quia vos. W 1253 roku w San Damiano pojawił się Innocenty IV i udzielił wiatyku. 9 sierpnia papież wydał bullę Solet annuere, w której potwierdza regułę klarysek. Dwa dni później Klara zmarła.

## Proces kanonizacyjny
Proces kanonizacyjny rozpoczął papież Innocenty IV bullą Gloriosus Deus z 18 października 1253 roku, skierowaną do biskupa Bartłomieja ze Spoleto. Oficjalna bulla kanonizacyjna Clara claris præclara została promulgowana przez papieża Aleksandra IV 26 września 1255 roku w katedrze w Anagni. Papieski dokument, będący oficjalnym potwierdzeniem cnót i świętości życia Klary z Asyżu, odpowiadając na postawione w Gloriosus Deus pytania, przedstawia w zaledwie 25 paragrafach okres obejmujący lata od wstąpienia na drogę życia zakonnego, poprzez swoje lata spędzone za klauzurą, aż do chwili odejścia z tego świata. Clara claris præclara kończą opisy cudów, które zostały dokonane za przyczyną świętej, zarówno za jej życia, jak i w chwili śmierci.

## Kult i ikonografia

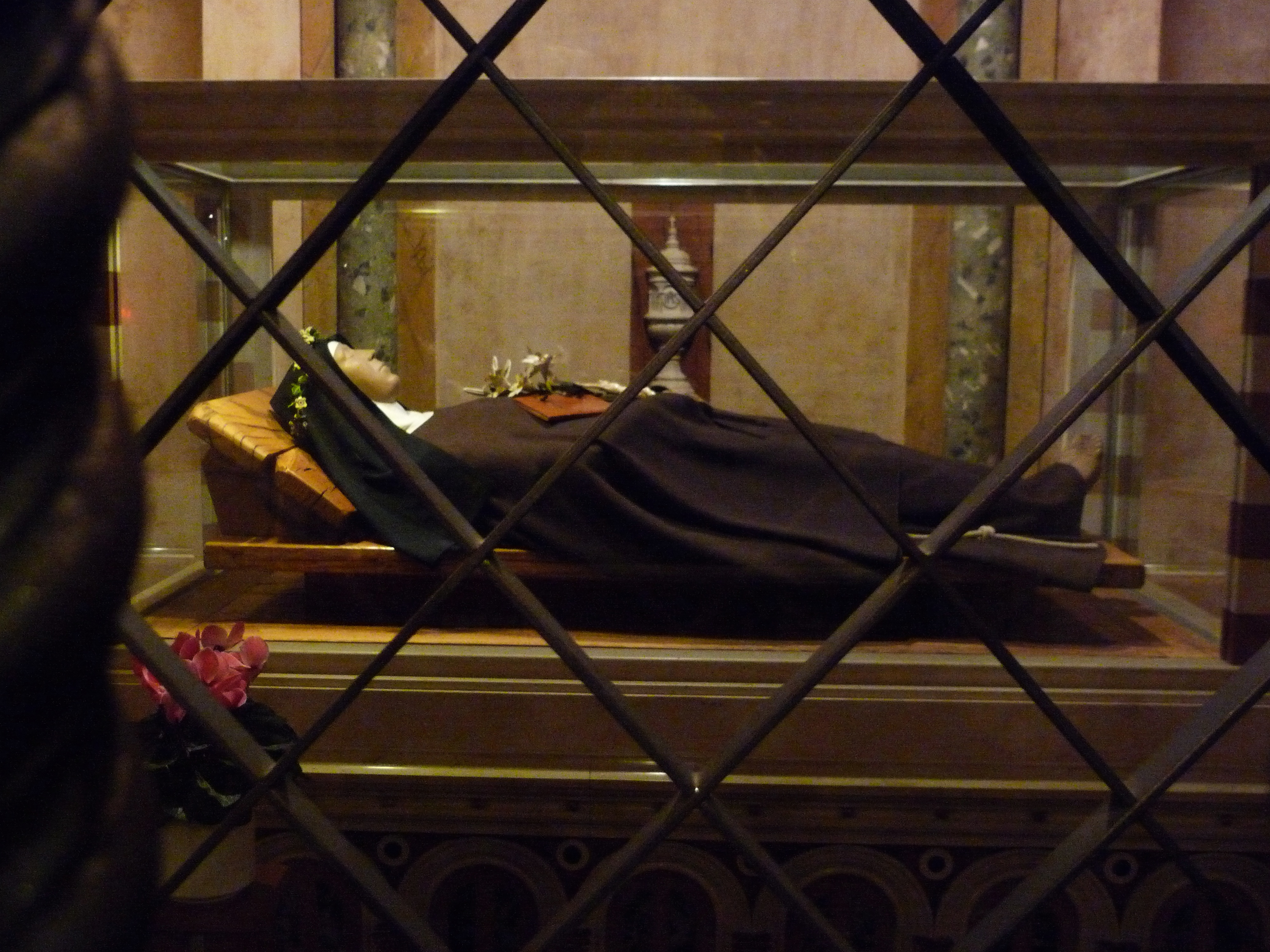
Relikwie świętej Klary w Bazylice św. Klary w Asyżu

Klara jest patronką Asyżu, Florencji, klarysek, kapucynek, praczek, hafciarek i bieliźniarek, a także radia i telewizji (od 1956 roku).
Wspomnienie liturgiczne w Kościele katolickim jest obchodzone 11 sierpnia.
W ikonografii przedstawiana jest z monstrancją w ręku, z której znajduje się Najświętszy Sakrament.

## Pisma świętej
Reguła św. Klary Dziewicy – nazwana przez samą Klarę Sposobem życia ubogich sióstr jest dokumentem regulującym życie wspólnoty klarysek, naśladowczyń św. Franciszka z Asyżu. Jej pełny tekst zawiera bulla papieża Innocentego IV Solet annuere z 9 sierpnia 1253 roku. Święta dożyła jej zatwierdzenia przez Stolicę Apostolską. Na dwa dni przed jej śmiercią wysłannicy papiescy wręczyli jej dokument zatwierdzający, który po dziś dzień przechowywany jest w Asyżu. Przed powstaniem Reguły wspólnota klariańska odwoływała się do napisanej w latach 1212-13 przez św. Franciszka Forma vivendi. Obok Forma vivendi na formację Reguły wywarł ogromny wpływ Przywilej ubóstwa zatwierdzony najpierw słownie przez Innocentego III, a następnie na piśmie przez papieża Grzegorza IX dnia 17 września 1228 roku. Pisząc swą Regułę Klara odwołała się do Reguły dla braci żyjących w eremach oraz Reguły zatwierdzonej z 1223 napisanych przez Franciszka z Asyżu. W VI rozdziale święta cytuje wprost Franciszka.
Elementami duchowości klariańskiej, zbliżonej do sposobu życia franciszkańskiego, które łatwo odnaleźć można w tekście Reguły klariańskiej, są: praktyka pokuty, życie ewangelią, trwanie w dobrowolnym ubóstwie, zabieganie o chrześcijańskie braterstwo, wierność Kościołowi katolickiemu, święte milczenie, zachowanie klauzury. Stanowią one gwaranty i środowisko dla prowadzenia życia kontemplacyjnego.
Testament św. Klary Dziewicy – napisany w ostatnich latach jej życia, w czasie wielkiego oczekiwania na zatwierdzenie wcześniej skompilowanej Reguły. Podobnie jak w Regule odnajdujemy w nim główne cechy duchowości klariańskiej. Podkreślone zostaje przyjęcie dobrowolnego ubóstwa przez siostry. Klara poddaje w nim swoją młodą wspólnotę władzy Kościoła Rzymskiego i opiece Zakonu Braci Mniejszych. Uznaje się siostrą i duchową córką Biedaczyny z Asyżu. Wcześniejsze wątpliwości co do autentyczności dokumentu zostały rozwiane dzięki odnalezieniu kodeksów pochodzących z XIV i XV wieku.
Do pism św. Klary zaliczane są jej cztery listy do świętej Agnieszki z Pragi, jeden do Ermentrudy z Bruges.
Listy do Agnieszki Praskiej pisała Klara odpowiednio w latach 1234, 1235-36, 1238 i 1253. Ich autentyczność nigdy nie była podważana. Prezentują program ascetyczny, który ma być pomocą dla adresatki w kroczeniu drogą ubóstwa i miłości do Chrystusa.
Trudno jest określić datę powstania Listu do Ermentrudy. Biorąc pod uwagę dzisiejszy stan badań, jego autentyczność nie jest przez wszystkich akceptowana. Chociaż istnieją paralelizmy z pozostałymi listami św. Klary, dotyczące doktryny, zauważa się znaczące różnice w stylu i w warstwie językowej.

## Źródła biograficzne
- Do źródeł biograficznych dotyczących św. Klary z Asyżu zalicza się, oprócz Legendy o św. Klarze Dziewicy, papieski Przywilej ubóstwa z 1228 roku oraz Bullę kanonizacyjną z 1255 roku. Przy czym należy zwrócić uwagę na fakt, że legenda w średniowieczu wcale nie była fantastyczną opowieścią o cudach zdziałanych przez bardziej lub mniej fantastyczne postacie, ani też sagą o legendarnych założycielach miasta czy osady. Legenda była oficjalnym dokumentem kościelnym opowiadającym o życiu świętego patrona lub założyciela np. zakonu. Jej napisanie, jak to miało miejsce w przypadku Legendy o św. Klarze Dziewicy, zlecała władza kościelna.
- Napisanie Legendy o św. Klarze Dziewicy zlecił papież Aleksander IV w roku 1255. Za jej autora przyjęło się uważać brata Tomasza z Celano, czołowego trzynastowiecznego biografa franciszkańskiego. Celańczyk wykorzystał wszystkie mu dostępne dokumenty papieskie, dotyczące świętej, oraz świadectwa pierwszych towarzyszy św. Franciszka i mniszek z klasztoru San Damiano w Asyżu[22].
- Przywilej ubóstwa został udzielony na piśmie 17 września 1228 roku przez papieża Grzegorza IX. Oryginał jest przechowywany w Protomonasterze św. Klary w Asyżu (przy bazylice św. Klary). Zabiegała o niego sama Klara, obawiając się narzucenia swojej wspólnocie Reguły hugolińskiej z 1219, w której nie mówi się prawie wcale o ubóstwie. Istniała bowiem w ruchu klariańskim tego czasu tendencja progresywna dążąca do przyjęcia przez monastery prawa posiadania. Przywilej miał pozwolić asyskim klaryskom zachować własną fizjonomię pierwotnego franciszkańskiego sposobu życia. Klasztor San Damiano zobowiązany był w tym czasie, zgodnie z zaleceniami Soboru laterańskiego IV, trzymać się reguły benedyktyńskiej[23].
- Bulla kanonizacyjna Clara claris præclara Aleksandra IV została opublikowana przez Pennacchi'ego w Asyżu w 1910 roku. Papież wpisując imię Klary do katalogu świętych, wspomina jej życie pełne cnót, zachęca do uroczystego celebrowania dnia jej śmierci i do nawiedzania jej grobu. Czyni to przy jednogłośnej akceptacji urzędników kurii rzymskiej[24].